# Michel Sambourg
Michel Sambourg, né le 16 juillet 1949, est un pilote de rallye français.

## Biographie
Il a toujours été fidèle à la marque Subaru (véhicule Impreza), de 2004 à 2008.

## Palmarès

### Titre
- Champion de France des rallyes Terre: 2004 (sur Subaru Impreza WRC '99, copilote Jean-Louis Biet);

### Victoire et podiums en championnat de France des rallyes Terre
- Rallye Terre du Diois : 2004 ;
  - 2e du rallye Terre des Carnabelles (Millau) : 2004 ;
  - 2e du rallye Terre de l'Auxerrois : 2004 ;
  - 3e du rallye Terre de Vaucluse : 2004 ;
  - 3e du rallye Terre d'Auvergne : 2004.